# Rytigynia parvifolia
Rytigynia parvifolia är en måreväxtart som beskrevs av Bernard Verdcourt. Rytigynia parvifolia ingår i släktet Rytigynia och familjen måreväxter. Inga underarter finns listade i Catalogue of Life.